# Cy Nicklin
Cy Nicklin (født 21. april 1940 i London i England) spillede trompet og saxofon. Efter at have hørt Jack Elliot og Peggy Seeger optræde i en folkemusikklub skiftede han imidlertid instrument til banjo. I 1962 blev den erstattet af en guitar. Cy Nicklin flyttede til Danmark, hvor han med afstikkere til England og Belgien optrådte sammen med den amerikanske banjospiller Bill Thornton. I Belgien mødte han Robert Lelièvre, med hvem han dannede en trio, Cy, Maia & Robert, hvor Maia Aarskov var det tredje medlem. Efter trioens opløsning i 1968 blev han medlem af Day Of Phoenix og fra 1970 medstifter af og sanger og guitarist i Culpeper's Orchard, som senere skiftede navn til 'Culpeper'. Med dette Band opnåede han stor succes, især ved live-koncerter, hvor de med Satisfied Mind skabte et usædvanligt populært sing-along nummer, som bl.a. medførte fællessang på de første Roskilde-festivaler.
Cy Nicklin har komponeret musik til filmene Stine og drengene (1969) og Et døgn med Ilse (1971), hvor han også spiller en rolle. Han har desuden haft roller i Helle for Lykke (1969), og Hændeligt uheld (1971) . Siden har han virket som producer og lydtekniker for en lang række danske musikgrupper og solister . Bl.a. producerede han den danske gruppe TV-2s debutalbum Fantastiske Toyota.
Den danske folkemusikgruppe Cy, Maia & Robert er opkaldt efter Cy Nicklin.